# Jester Rock
Der Jester Rock (von englisch jester ‚Narr, Witzbold, Spaßvogel‘) ist ein kleiner und isolierter Klippenfelsen im Norden der Marguerite Bay vor der Westküste des Grahamlands auf der Antarktischen Halbinsel. In der Gruppe der Dion-Inseln liegt er auf halbem Weg zwischen Emperor Island und den Noble Rocks.
Entdeckt und grob kartiert wurden die Dion-Inseln 1909 bei der Fünften Französischen Antarktisexpedition (1908–1910) unter der Leitung des Polarforschers Jean-Baptiste Charcot. Eine Vermessung dieses Felsen erfolgte 1948 durch den Falkland Islands Dependencies Survey. Das UK Antarctic Place-Names Committee benannte ihn am 31. März 1955 im Kontext zu Emperor Island (englisch für Kaiserinsel).